# 델아빕
델아빕(히브리어: תֵּל אָבִיב, 영어: Tel Abib) 또는 텔아비브는 성경에 나오는 텔로 텔아비브의 어원이다. 발음은 Tel Aviv지만 영어로 Tel Abib으로 옮겨져 영어 표기가 구분된다.